# San Giovanni (1798)
Il San Giovanni era un vascello di seconda classe a due ponti da 64 cannoni della Marina dell'Ordine dei Cavalieri di Malta, costruito negli anni novanta del XVIII secolo. Catturata dai francesi nel 1798, ancora sullo scalo, fu ribattezzata L'Athénien e varata nell'ottobre dello stesso anno. La nave fu quindi catturata dagli inglesi il 4 settembre 1800, al termine dell'assedio di Malta, ed incorporata nella Royal Navy con il nome di HMS Athenienne.

## Storia
Nel 1700 venne eletto Gran maestro dell'Ordine di Malta Ramon Perellos y Roccaful che, tra i suoi primi atti, decise di potenziare la marina dell'Ordine tramite la costituzione di un'apposita squadra di vascelli di linea. Tali navi si erano oramai diffuse in tutte le marine europee, e erano state adottate alche da quella dell'Impero ottomano. Il 17 gennaio 1701 Perellos ottenne l'approvazione del Consiglio dell'Ordine, cui seguì il 15 aprile quella di papa Clemente XII tramite l'apposita bolla Ad futurum rei memoriam alias pro parte. Nacque così la squadra vascelli di linea dell'Ordine dei Cavalieri di Malta.
Nel 1795 la squadra dei vascelli si era ridotta ad una sola unità, il San Zacharia, coadiuvata da due fregate, le Santa Elisabetta (40 cannoni) e Santa Maria (36 cannoni). In quell'anno fu presa la decisione di sostituire l'oramai datato San Zacharia con una nuova unità, sempre armata con 64 cannoni, designata San Giovanni, che fu impostata presso il cantiere navale di Senglea, a Malta, nel 1796 sotto la direzione del costruttore Giuseppe Maurin. Il vascello venne varato nell'ottobre 1798, quattro mesi dopo l'occupazione francese dell'isola, e le nuove autorità la ribattezzarono Athénien, assegnandola come nave ospedale alla squadra navale al comando del viceammiraglio François-Paul Brueys D'Aigalliers. Le forze francesi si impadronirono anche delle fregate Santa Elisabetta che fu ridenominata Carthaginoise, e Santa Maria del Pilar che divenne Bérouse.
Rimasta bloccata nel porto di La Valletta dagli inglesi durante le fasi dell'assedio di Malta, la nave venne catturata dagli inglesi il 4 settembre 1800 e incorporata nella Royal Navy con il nome di HMS Athenienne.
Nel mese di dicembre Sir Thomas Livingstone assunse il comando dell'Athenienne che si unì alla squadra navale del contrammiraglio Sir John Borlase Warren che incrociava lungo le coste dell'Egitto alla ricerca della squadra francese del contrammiraglio Honoré-Joseph-Antoine Ganteaume, che invece si trovava a est della Sardegna e riuscì a fuggire.
L'Athenienne fu assegnata poi alla squadra navale agli ordini di Lord Keith al largo di Alessandria, rimanendovi fino a che non tornò a Malta per eseguire delle riparazioni.
Successivamente il vascello fu mandato ad effettuare una crociera presso l'isola d'Elba, che terminò con la firma del trattato di pace di Amiens. L'Athenienne rientrò a Gibilterra, salpando quindi il 25 agosto 1802 per arrivare arrivò a Portsmouth l'11 settembre, dove la nave fu posta in quarantena, sbarcando l'equipaggio nell'ottobre 1802.
La Athenienne effettuò lavori di riparazione a Portsmouth tra gennaio e marzo 1804, al termine dei quali, con un armamento composto da 26 cannoni da 24 libbre,
26 da 18 lb, 12 carronate da 24 lb, e 4 cannoni da 9 lb, ne assunse il comando il capitano Francis Fayerman.

### La spedizione in Cina
Il 9 giugno 1804 la Athenienne lasciò il porto di St. Helens, nell'isola di Wight, come scorta per nove East Indiaman appartenenti alla Compagnia britannica delle Indie orientali dirette verso la Cina. Si trattava degli Indiamen Perseverance, Neptune, Taunton Castle, Ceres, Royal Charlotte, Alnwick Castle, True Briton, Arniston, e Cuffnell.
La flotta arrivò a Rio de Janeiro tra il 14 e il 18 agosto, transitò poi per Capo di Buona Speranza, e da qui, anziché attraversare l'Oceano Indiano e lo stretto di Malacca flotta navigò a sud dell'Australia occidentale e attraversò lo stretto di Bass. L'obiettivo era duplice, evitare le navi francesi che operavano nell'Oceano Indiano, e creare migliori mappe dello stretto di Bass.
Le navi salparono quindi per l'isola Norfolk, che era il prossimo punto d'incontro dopo quello dell'isola Saint-Paul, per le navi che si erano separate dalla squadra. Il Taunton Castle si era separato dal resto della formazione nell'Atlantico meridionale e sebbene fosse arrivata sull'isola di Norfolk tre giorni dopo che la flotta era salpata, non si unì al resto della flotta fino a quando non arrivò a Haerlem Bay, in Cina.
L'arrivo della Athenienne e delle East Indiamen sull'isola Norfolk provocò il panico tra i coloni che temevano l'arrivo di una flotta francese. Giunta a Whampoa a metà del gennaio 1805, la flotta ritornò quindi in Inghilterra attraverso lo stretto di Malacca.
Nell'ottobre 1805 il capitano John Giffard sostituì Fayerman al comando della Athenienne, raggiungendo Gibilterra con attrezzatura di ricambio e rifornimenti per la flotta britannica dopo la battaglia di Trafalgar. Il 21 aprile 1806 Sir William Sidney Smith prese il comando, al largo di Palermo, di uno squadra navale che includeva la Athenienne, che successivamente partecipò al rafforzamento della difesa di Gaeta, alla cattura di Capri e a frequenti incursioni sulla costa della Calabria. Durante la conquista di Capri, il 12 maggio 1806, i Royal Marines presenti a bordo sbarcarono e catturarono le fortificazioni, costringendo i francesi ad arrendersi.
Nell'agosto 1806 operava nel mar Mediterraneo sotto gli ordini del capitano Edward Fellowes. Passata al comando del captain Robert Raynsford, il 16 ottobre 1806 la Athenienne salpò da Gibilterra diretta a Malta, con un equipaggio di 470 uomini. La sera del 20 ottobre il vascello si incagliò su una scogliera sommersa, il banco di Skerki, nello stretto di Sicilia.
L'equipaggio tagliò gli alberi della nave per impedirle di posarsi su un fianco, ma ciononostante la nave si allagò dai boccaporti del ponte inferiore entro mezz'ora, e quindi si capovolse. Il capitano Raynsford aveva fatto costruire una zattera improvvisata, ma sfortunatamente due delle scialuppe della nave furono sommerse al momento della messa in acqua e altre due si allontanarono dal relitto; dopo molti problemi la lancia della nave fu sganciata e messa in acqua, riuscendo a raccogliere circa 100 sopravvissuti, che vennero salvati il giorno seguente da un brigantino danese. Nel naufragio complessivamente persero la vita 347 persone, tra cui il capitano Raynsford, mentre vennero tratti in salvo 141 uomini e due donne.

### Annotazioni
1. ↑  Nel 1850 l'Ammiragliato assegnò la Naval General Service Medal con barretta "Egypt" ai richiedenti membri degli equipaggi delle navi che avevano prestato servizio nella campagna egiziana della Royal Navy tra l'8 marzo e il 2 settembre 1801, tra cui quelli Athenienne.
2. ↑  La Arniston, ad esempio, attraversò il fiume delle Perle il 14 febbraio, raggiunse Malacca il 21 marzo e l'isola di Sant'Elena il 30 giugno e arrivò a Long Reach il 15 settembre.

### Fonti
1. 1 2  Three Decks.
2. 1 2 3  Colledge, Warlow 2006, p. 24.
3. 1 2 3  Frasca 2016, p. 71.
4. 1 2  Dennis Angelo Castillo 2006, p. 92.
5. 1 2  Three Decks.
6. 1 2 3  Frasca 2016, p. 74.
7. 1 2 3 4 5  Three Decks.
8. ↑  (EN) The London Gazette (PDF), n. 21077, 15 March 1850.
9. 1 2  Winfield 2008, p. 108.
10. 1 2 3 4  Allewan.
11. 1 2 3 4  Murray 1836, p. 100.
12. ↑  Murray 1836, p. 101.
13. ↑  (EN) The London Gazette (PDF), n. 15940, 26 July 1806.
14. ↑  Lloyd's List №4110.